# Bodskär, Haninge kommun

Bodskär är en ö i Ornö socken i Haninge kommun och Stockholms län. Den ligger 3 km öst om Utö i Stockholms skärgård. 
Bodskär skiljs i nordväst från Sadelöga av sundet Betshålet. Norrut ligger Gåsstensfjärd, i nordöst ön Stabbo och i sydöst ön Tröja. Söderut ligger öppet hav.  
Bodskär var tidigare en viktig plats för utskärgårdsfisket, rester av fiskebodar fanns kvar på skäret ännu på 1930-talet. Under kalla kriget förlades ett batteri med 10,5 cm tornautomatpjäs m/50 på ön och ett underjordiskt sjukhus. Ön utgör fortfarande militärt skyddsområde.